# Längenfeld
Längenfeld är en ort (Ortschaft) och  kommun i distriktet Imst i förbundslandet Tyrolen i Österrike. Orten består av byarna Oberlängenfeld, Unterlängenfeld, Huben och Gries.